# Stazione di Venezia Asseggiano
Stazione di Venezia Asseggiano 2008-ban bezárt vasútállomás Olaszországban, Veneto régióban, Velence településen.

## Vasútvonalak
Az állomást az alábbi vasútvonalak érintették:
- Trento–Velence-vasútvonal

## Kapcsolódó állomások
A vasútállomáshoz az alábbi állomások vannak a legközelebb: 
- Stazione di Maerne di Martellago (Stazione di Trento)
- Stazione di Venezia Mestre (Stazione di Venezia Santa Lucia)